# Блонська Світлана Іванівна
Світла́на Іва́нівна Бло́нська (нар.20 червня 1962, с. Дуба) — українська поетеса. Член Національної спілки журналістів України, Національної спілки письменників України (2014).

## Життєпис
Народилася 20 червня 1962 р. у с. Дуба Рожнятівського району на Івано-Франківщині у родині інтелігентів: мати — вчителька математики, батько — інженер-будівельник.
Закінчила місцеву школу (1979), будівельний факультет Львівського політехнічного інституту (1984). Відтоді працює викладачем спеціальних дисциплін Гніваньського професійного ліцею.
Відмінник освіти України, викладач вищої категорії.

## Літературна творчість і громадська діяльність
Член обласного літературного об'єднання імені В. Стуса. Очолює Вінницький осередок міжнародної громадської організації «Світовий Конгрес бойків».

Авторка книг поезії:

| - Береги любові (2006) - Пори року (2008) - Літні дощі (2008) - Осінній вогонь (2009) | - Блискавка (2011) - Граніт (2017) - Паралелі (2019) |

Друкувалася в журналі «Вінницький край», альманахах «Сторожові вогні над Божою рікою», «Батьківська хата», «З вершин і низин», періодиці.

## Премії та відзнаки
- Відмінник освіти України;
- Дипломант XIV бойківського літературно-краєзнавчого конкурсу ім. Мирона Утриска (2010);[2]
- Літературна премія імені Михайла Стельмаха журналу «Вінницький край» (2011).[3]
- Літературно-мистецька премія «Кришталева вишня» (2019)[4]